# Ann Donahue
Ann Donahue (* etwa 1955) ist eine US-amerikanische Drehbuchautorin und Fernsehproduzentin.

## Leben und Karriere
Zusammen mit Carol Mendelsohn und Anthony Zuiker schrieb und produzierte sie die erfolgreichen Fernsehserien CSI: Den Tätern auf der Spur, CSI: Miami und CSI: NY. Seit 1987 hatte sie für verschiedene Serien geschrieben; mit Beverly Hills, 90210 begann ihre Tätigkeit als Produzentin.
Donahue bekennt sich zu ihrer Homosexualität.

## Auszeichnung
- 1994: Emmy für ihren Beitrag zur Serie Picket Fences – Tatort Gartenzaun[2]